# Бодхи
Бодхи (санскр. बोधि) – термин, идващ от езиците пали и санскрит, и превеждан като просветление, въпреки че по-точният превод е пробуждане или осъзнаване. Думата Буда означава просветлен.
Първоначално бодхи означава осъществяването на четирите степени от свръхземния път Аря-марга и се постига чрез усъвършенстването на 37-те неща, принадлежащи на просветлението Бодхипакшика-дхарма, и чрез премахване на незнанието Авидя, т.е. чрез осъществяването на Четирите благородни истини.
В Хинаяна бодхи се отъждествява със съвършеното разбиране на Четирите благородни истини, което означава премахване на страданието. Тук се различават три степени на просветление:
- просветление на благородния ученик-последовател Шравака
- просветление на отделно просветления Пратйека-Буда
- просветление на Будата Самяк-Самуда, което често се отъждествява с всезнанието Сарваджнята и се определя като махабодхи (Велико просветление).

В Махаяна бодхи в значителна степен се разбира като основаващо се на мъдростта прозрение за единството на нирвана и самсара, както и на обекта и субекта. Определя се като осъществяване на праджня, осъзнаване на собствената есенциална Буда-природа или Буда-същност (Бусшо), прозрение на същностната празнота Шунята на света, както и на всезнанието и познанието на Татхата. Махаяна различава три вида бодхи:
- просветление за самия себе си, т.е. просветление на архата
- просветление за другите, т.е. просветление на бодхисатвата
- Съвършеното просветление на Буда.

Отделните махаянистки школи разбират това понятие различно, според спецификата на школите.
В индуизма понятието означава съвършено познание.